# Sollazzevoli storie di mogli gaudenti e mariti penitenti - Decameron nº 69
Sollazzevoli storie di mogli gaudenti e mariti penitenti - Decameron nº 69 è un film del 1972, diretto da Joe D'Amato ma firmato da Romano Gastaldi.

## Trama
Il film si divide in tre episodi:

### Le due cognate
Un uomo parte per concludere un affare di lavoro e la moglie ne approfitta per incontrare l'amante, uno scultore di nome Ignazio. Il marito però torna a casa all'improvviso e non si accorge dell'amante, nascosto sotto il tavolo. Intanto giunge la sorella del marito, che si riposa sul letto e scopre per caso l'amante. I due hanno un rapporto sessuale. Quando il marito riparte, le due donne si dividono l'amante e quando questi è sfinito, lo cacciano fuori di casa in malo modo.

### Fra' Giovanni
Un giovane frate incontra una donna che lo eccita, lo sfrutta, copula con lui facendosi pagare e poi racconta tutto al marito. Questi lo obbliga all'autocastrazione mediante un coltello, per liberarsi il pene da un marchingegno.

### Lavinia e Lucia
Un uomo avaro ha rari rapporti con la giovane moglie Lavinia per non sciuparne la pelle. Un giovane, per conoscere Lavinia, si traveste da donna e si fa presentare da un amico di famiglia come Lucia. Il marito parte per affari e affida Lavinia alla finta cameriera. Al momento di andare a letto, Lavinia scopre che Lucia è in realtà un uomo e ne approfitta. Quando il marito torna a casa, Lavinia rifiuta di fare l'amore con lui, che tenta allora d'insidiare la cameriera, accorgendosi che è un uomo. Lucia racconta che il pene le è spuntato fuori all'improvviso; l'uomo allora chiama un medico che lo rassicura, dicendogli che Lucia è un ermafrodito e ciò gli porterà fortuna, poiché chi s'accoppierà con lei avrà infatti solo figli maschi. Il marito invita quindi Lavinia ad accoppiarsi con Lucia per avere un figlio maschio.

## Produzione
In un'intervista, D'Amato dichiarò: «Il film risulta firmato da Romano Gastaldi, il mio aiuto. Siccome io facevo già il direttore della fotografia non sono voluto apparire come regista. Poi non pensavo che fosse un gran film... ».